# کلان (ایوان)
کلان (ایوان)، روستایی از توابع بخش زرنه شهرستان ایوان در استان ایلام ایران است.

## جمعیت
این روستا در دهستان کلان قرار دارد و براساس سرشماری مرکز آمار ایران در سال ۱۳۸۵، جمعیت آن ۵۳۶ نفر (۱۰۸خانوار) بوده‌است.